# Komunita salesiánů (Podmokly)
Řeholní komunita salesiánů Dona Boska v Děčíně-Podmoklech existovala v letech 1934–1935.

## Historie
První pokus o zřízení salesiánského domu v litoměřické diecézi byl učiněn v říjnu 1934. Salesiáni (P. František Feiler, P. Kamil Puchlt, bohoslovec František Lepařík a asistent Josef Muška) přišli do Rozběles (původní osada, jádro Podmokel) farní budovy při kostele sv. Václava. Popud k tomuto pokusu dal inspektor P. František Walland. Salesiáni začali působit jako katechisté a pomocné síly duchovní správy v Podmoklech-Rozbělesích. Nesetkali se však s pochopením vybudovat zde svůj dům a již roku 1935 odcházejí. Tak skončil první pokus o salesiánský dům v litoměřické diecézi nezdarem.